# Csák Ugrin (országbíró)
Csák nembeli Ugrin (Ugron; 1240 előtt – 1311) országbáró (– barones regni), a Csák nemzetség tagja. IV. Béla uralkodása alatt szörényi bán (1268). V. István alatt nem töltött be országos tisztséget. IV. László  alatt lovászmester (1272–1274), szerémi ispán (1272–1273), címzetes bán, országbíró (1275), erdélyi vajda (1275–1276), bányai (banai) ispán (1277), tárnokmester (1277–1279), majd macsói és boszniai bán (1278–1279); nagyon valószínű (Kristó, 1995), hogy legalább 1301–0304 között valkói ispán is. III. András alatt pozsegai ispán (1293). 1298-ban a király a –„leghívebb” bárójának nevezte. 1306–1309 között ismét szerémi ispán és tárnokmester.
A korabeli iratokban Ugrinius, Ugrinus, Wgrinus, Wgrino, Vgrini neveken fordul elő, melyhez élete végéig a filius Pous előnevet használta.

## Származása, rokonai
Származására saját névhasználata magister Ugrinius filius Pous de genere Chaak adja az első támpontot, amely szerint „Ugrin mester” a Csák nemzetségből származó Pous (Pózs) fia volt.

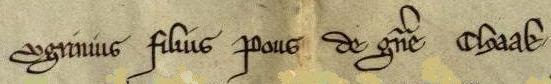
Pous fia Ugrin (Csák Ugrin) lovászmester 1274. évi névhasználata

Továbblépésre a birtokviszonyok vizsgálata nyújt lehetőséget. Csák Ugrin 1284-ben a Vas vármegyei Gyöngyös folyó mellett fekvő ősi birtokát, Kenéz (Keniz) helységet, szolgálatai jutalmául a Gyovad nembeli Tivadar bánnak adományozta. Pous nevét 1240-ben említik először Kenéz helységről szólva — ez év december 20-án András országbíró tanúsítja, hogy az itt lévő bizonyos birtokok miatt a vasvári káptalan Pous kiskorú fiai és Baas (Bázs) ispán fia Csák ellen régebben indított pere az országbíró döntése alá került. A birtokperben Pous meg nem nevezett kiskorú fiait – legközelebbi rokonai – a Csák nembeli Demeter csanádi ispán és ügyvédje révén Ugrin kalocsai érsek képviselték.
A Csák nembeli Demeter és Ugrin testvérének tartott Pous 1225-ben már Vas vármegye ispánja volt. 1227-ben Fejér vármegye ispánja és Béla herceg tárnokmestere. 1233-ban még tárnokmester és ezen tisztsége alatt szörényi bán is. IV. Béla trónra lépésekor is tárnokmester volt; mellette Bács vármegye ispánja. 1235 után már nem szerepel, valószínűleg 1235-ben vagy 1236-ban halhatott meg. Pous ősi birtokai Vas és Nógrád vármegyében feküdtek. Az ő apja, akárcsak Demeteré a Csák nembeli Luka (Lukács) lehetett.
Pous 1240-ben már biztosan nem élt, így nem lehet azonos az 1267-ben szereplő és ugyancsak Csák nembeli Péter fia Domonkos testvérével, Poussal. Péter fia Domonkos 1268-ban szerezte meg a Valkó vármegyei Ujlakot (Ilok), amely később – de nem rokonság révén – Csák Ugrin családjának is birtokközpontja és névadója lett.

### Csák Ugrin rokonságának származásrendje
- Luka (Lukács) ( – )

Ujlaki ág:
- - Pósa (Pous, Pózs) vasi ispán, fejéri ispán, tárnokmester, szörényi bán, bácsi ispán (1225-1235)
    - Ugrin (Ugron) szörényi bán, lovászmester, szerémi ispán, cimzetes bán és országbíró, erdélyi vajda, bányai (banai) ispán, tárnokmester, macsói és boszniai bán, pozsegai ispán, szerémi ispán és tárnokmester (1240/1268-1311)
      - Csák Miklós (Ujlaki Miklós) királynéi tárnokmester, macsói bán és baranyai ispán, országbíró és szerémi ispán (1311–1359)
        - László (meghalt: 1364 előtt)

  - Ugrin (Ugron) királyi kancellár, kalocsai érsek (1216-1241)

Ugodi ág:
- - Demeter asztalnokmester, vasi ispán, pozsonyi ispán, országbíró és bácsi ispán, csanádi ispán, országbíró és mosoni ispán (1217-1245)
    - Csák címzetes bán és mosoni ispán, nyitrai ispán, örökös bakonyi ispán (1264-1270)
    - Ugod ( -1264)
      - Demeter címzetes bán és örökös bakonyi ispán (1281-1284)
        - Csák (1291- meghalt: 1309 előtt)
        - Móric 1309. március 27-én már domonkos rendi szerzetes, 1494-ben boldoggá avatták (1291- meghalt: 1336 márc. 20-án)
        - Kunigunda (Cunegundis, Kinga), Rátót II. Gyula felesége ( -1317)
          - Demeter
          - Gyula
            - ismeretlen nevű lány

    - Ádám ( – )
      - Pál ( – )
        - Péter ( -1332)

    - ismeretlen nevű leány, Győr nembéli Csépán nádor fiának felesége (meghalt: 1232 előtt),[1][2][m 4]

## Pályája, birtokügyei
Ugrinnal 1240 után, első esetben 1268-ban szörényi bánként találkozunk. Ekkor már két fia is van, és egyik tisztjének a Zsadány nembeli Arnat fia Dénesnek a Nógrád megyében lévő Petény (jelenleg Felső- és Alsópetény) nevű két birtokát azokkal a határokkal adományozta el, amelyekben nagyatyja és atyja is bírta.
IV. Béla halála után V. István alatt nem viselt országos hivatalt, ennek oka valószínűleg a két király szembenállása idején képviselt pártállása lehetett.
IV. László trónra lépésekor újra országnagy, 1272. november 27-től 1274-ig lovászmester és mellette 1272. december 1-től, 1273 szeptember 27-ig szerémi ispán is. Mint lovászmester erősíti meg a petényi birtokról szóló 1268. évi adományozását, ezen oklevélben nevezi magát először a Csák nembeli Pous fia Ugrin mesternek.
1273 őszén Mojs volt nádorral és bördi Simon későbbi alországbíróval együtt IV. László ellen fellázadt. 1273. október 17-én Budán, a király hűtlennek nevezi és esztergomi palotáját tartozásai fejében Walter budai ispánnak adományozza. Ennek ellenére 1275-ben mégis országbíró és címzetes bán, és az esztergomi palota is a birtokában maradt. 1275. december 2-án megkapta az erdélyi vajdaságot, amelyet csak rövid ideig, 1276 első feléig töltött be. 1277. november 10-től, 1279. március 29-ig királyi tárnokmester, és mellette 1277-ben Bánya (Bana) megye ispánja is. 1278-tól, 1279-ig macsói és boszniai bán. 1278. március végén adta el az Esztergomban lévő palotáját az esztergomi káptalannak, 1280 tavaszán pedig a petényi birtokának még meglévő részét értékesítette a Gyula-Zsombor nembeli Erdő ispánnak.
1279 után, IV. László alatt már nem viselt országos tisztséget, neve csak birtokügyekben fordul elő.
1280 nyarán említi meg László király, mint a Kacsics nembeli Lesták fia Miklós pártfogóját, akinek ősei Gertrúd királyné meggyilkoltatásában részt vettek és azért a Nógrád vármegyei losonci birtokukat elvesztették. A király szerint, Miklós a losonci birtokot Ugrin (Pous fia) kérésére kapta vissza. 1284-ben mint a Csák nembeli Pous mester fia Ugrin mester kinyilatkoztatta, hogy a Vas megyében a Gyöngyös mentén fekvő Kenéz nevű ősi birtokát szolgálatai jutalmazásául Tivadar bánnak adományozza, az adományozást László király május 27-én hagyta helyben. 1287-ben Ugrin és a Zala vármegyei Kutasiak között, bizonyos Dráva-melletti birtokokat érintően megegyezés jött létre, melyről a pozsegai káptalan tanúsításából szerezhetünk tudomást.
III. András alatt nem kapott ugyan rögtön országos méltóságot, de 1293. július 11-én már Pozsega megye ispánja.
III. András 1293. július 11-én kelt levele szerint:

„ … midőn kedvelt hívét Ugrin mestert édesanyja elébe a tengerpartra küldötte, és azt némely hűtlenek foglyul ejtették, Radiszló bán az ő parancsára a hűtlenekkel megütközött, azokat egy rokona és öt szolgája halálával s többek megsebesültével legyőzte, Ugrint kiszabadította … ”

– Dr. Szabó Károly közlése

Ezt követően valószínűleg már főként az ország déli részén, a valkó-szerémi vidéken tartózkodott. 1298. július 13-án tanúsította III. András, hogy amikor a tatárok Macsó vidékét megrohanták és pusztították, Ugrin mester (Pous fia) a Száván átkelt, az ellenséget legyőzte és két megölt tatár fejét Budára a királyi udvarhoz küldte. A Király a győzelem kapcsán „leghívebb bárója“ Ugrin előterjesztésére, a zászlója alatt a hadjáratban részt vett Csák nembeli Orbán (Wrbanus) ispán fiainak a Valkó megyében fekvő Pabart adományozta.
III. András halála után Károly Róbert rendíthetetlen híve lett. Zágrábban ő vette át Šubić Páltól az ifjú trónkövetelőt, majd rendelkezésére bocsátotta Valkó várát. 1301—1308 között (második koronázásáig) ő számított az ifjú Károly legbefolyásosabb támogatójának. Részt vett Károly 1301–1302-es hadjárataiban, majd 1304. augusztus 24-én Pozsonyban a királyuknak Károlyt elismerő magyar egyházi és világi méltóságok összejövetelén. Károly 1307-ben „országa leghűségesebb bárójának" nevezte (Kristó 1995).
Nem meghatározott időszakban volt szerémi ispán, 1306-tól 1309. június 15-ig pedig tárnokmester. Mivel a leértékelődött nádori poszt a 14. század első évtizedében nem tölthette be az első bárói tisztség funkcióját, Csák Ugrin méltósága, a tárnokmesterség emelkedett ideiglenesen a hierarchia élére. Károly király 1307-ben „országa leghűségesebb bárójaként" nevezte meg Ugrint.
Domanovszky Sándor szerint az Anjoukhoz csatlakozásának idejét pontosan nem tudjuk. Károly Róbert a szlavóniai Zágrábban értesült III. András haláláról. Karácsonyi János szerint Csák Ugrin rögtön III. András halála (1301. január 14.) után Károly Róbert mellé állt. Károlyt Zágrábban gyámjaként (conservator) vette át, és Garai Pál is az ő utasítására adta át a hercegnek Pozsega várát.
Vencel (László) király 1302. szeptember 26-án kelt oklevele Ugrint (Pous fiát) elsőként említi Károly Róbert oldalán, amikor beszámol Buda eredménytelen szeptemberi ostromáról. Károly Róbert 1304. augusztus 24-én Pozsonyban szövetségre lépett Habsburg Rudolf osztrák herceggel, az egyházi és világi előkelők ezt tanúsító külön oklevelében Ugrin neve ugyancsak az első helyen áll.
1304. augusztus 24-én Ugrin részt vett a királyuknak Károlyt elismerő magyar egyházi és világi méltóságok gyűlésén Pozsonyban. Az összegyűlt főurak kölcsönös segítségnyújtási szerződést kötöttek a cseh trónra ácsingózó III. Rudolf osztrák herceggel III. Vencel cseh király ellen.
Valószínűleg 1305-ben lázadt fel Zsámboki Ajnárd fia János. Ő a Szerémségben támadta meg Ugrint, „a király legfőbb báróját”. Zsámboki Jánost Ugrin jobbkeze, Garai Pál győzte le és adta át Ugrinnak.
1307-ben Szegeden Kán László erdélyi vajda is neki adta át a fogoly Ottó magyar királyt. Közbenjárására a kalocsai érsek még ez évben visszavonta Monoszló Péter erdélyi püspök kiközösítését.
Két 1307. évi adománylevélben és az 1307. október 10-én Rákoson tartott országgyűlés (congregatio) jegyzőkönyvében is az első helyen szerepel, Chaak nembeli Pous fia Ugrinus -ként. Elsőségét még 1308. szeptember 22-én, Károly Róbertnek a budai egyházra vonatkozó oklevelében is tartotta.
Gentilis bíboros 1308. november 27-i oklevele szerinti zsinaton, és az 1309. június 15-i budai koronázáson – valószínűleg hajlott kora miatt – már csak képviselője volt jelen. 1310. szeptember 4-én mint mester szerepelt a király hívei között, 1311-ben találkozunk vele utoljára, amikor a bácsi káptalant felkéri, hogy bizonyos Dénest néhány birtokba iktasson be.
Fia, Csák Miklós 1317. évi, „apja halála után 6. évben” kiadott oklevele alapján 1311-ben halt meg.

### Csák Ugrin mint tartományúr

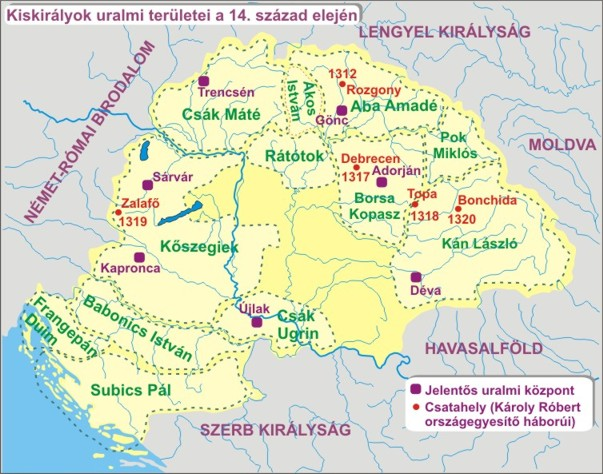
Csák Ugrin feltételezett tartományurasága Hóman Bálint térképe nyomán

A tartományúri hatalom csúcspontja Magyarországon a kormányzati anarchiával is jellemezhető 14. század első évtizedére, Csák Ugrin életének utolsó évtizedére esett.
A Képes krónika úgy emlékezik meg Ugrinról, mint aki másokkal, így Csák Mátéval és Aba Amadéval együtt, „a gyermek Károlyhoz csatlakozott és királynak nevezte őt, de csak szóval, nem tettel”.
Hóman Bálint a Szekfű Gyulával közösen írt ötkötetes Magyar történet c. összefoglaló munkájában térképet közölt a Magyar Királyság 14. század eleji „oligarchikus” felosztásáról, amelyen Csák Ugrint is az oligarchák között szerepeltette, de feltételezését nem igazolta forrásokkal. Hóman térképe szerint Ugrin a Szávától északra eső Szerémséget, valamint Szlavónia és a mai Bácska, Bánát kisebb részeit uralta. A „Küzdelem a trónért és hatalomért” fejezetben Csák Ugrin „atyafiságát” élenjáróként említi azok között „akik seregestől tódultak fegyveres rokonaikkal és familiárisaikkal a király szolgálatára”.
Engel Pál szerint „arról, hogy Ugrin is a tartományurak egyike volt, a történetírók meg szoktak feledkezni“ – ennek oka valószínűleg az állítás bizonyítatlansága. A tartományúri hatalom jellemzőit Kristó Gyula foglalta össze, de ezen tanulmányában felhozott példák között Csák Ugrin nem szerepel. Az Engel Pál tanulmányához mellékelt térképen Csák Ugrin tartományát a „feltevésszerűen“ jelzővel különbözteti meg. A térképet Kristó Gyula azonos tartalommal vette át későbbi munkájában. Engel későbbi, 2001-es monográfiájában korábbi álláspontját fenntartva továbbra is a tartományurak között említette Ugrint.
Bertényi Iván sem 1987-es, sem 2000-es könyvében nem sorolja Ugrint a tartományurak közé — igaz, a két mű szövegrészlete szinte teljesen azonos. Bertényi szerint a Dráva és Száva folyók közti területet a Dunántúl mellett szintén a Kőszegi család birtokolta a 13–14. század fordulóján.
Zsoldos Attila Hűséges oligarchák c. 2012-es tanulmányában első ízben tett különbséget "oligarcha" és "tartományúr" között. Szerinte Csák Ugrin azért tartozik a tartományúr kategóriába, mert az általa uralt, Temesvártól Pozsegáig terjedő tartományában teret engedett a király hatalmi jogainak (pl. királyi igazságszolgáltatás; birtokok, vámok, adómentességek adományozása, és olyan esetek is ismertek, amikor az Ugrin tartományában örökös nélkül elhunyt birtokos földjei a koronára háramlottak). Megállapításait elsődleges forrásokkal (oklevelekkel) igazolta. De Zsoldos ezen állításában a „tartományúr” már nem az eddig használt oligarcha szinonimája, hanem új fogalom. Az új értelemben a tartományúr: „a középkori Magyar Királyságban olyan intézményesült hatalom, mely többmegyényi területen a királyi akarat egyetlen képviselője”, az ezzel szembeállított oligarcha viszont „az a tartományúr, aki a királyi hatalmat kizárja a tartományából és funkcióit önkényesen gyakorolja”. Zsoldos szerint a tartományuraság harmonikusan illeszkedett az ország kormányzásának hagyományos rendjébe. Diszharmonikus és ezért kiiktatandó elemmé akkor vált, amikor a tartományúrból oligarcha lett. Szerinte ezt támasztja alá az is, hogy Ugrin 1311. évi halála után fia, Miklós – más oligarchák fiaitól eltérően – nem lázadt fel Károly Róbert ellen. Csák Ugrin tartománya 1311 után akadálytalanul került új királyi ispánok irányítása alá.
2012. évi munkájában Csukovits Enikő is megemlíti Csák Ugrin tartományát, Újlak központtal.

## Családja
1268-ban Ugrinnak két fiát említik, de róluk és anyjukról nem tudunk meg további részleteket.
1317-ben fia, Miklós gyűrűs pecsétjével megerősített oklevelében a raholcai uradalom Dráva mellett fekvő Wilio (Villyó) nevű birtokát Maranus fia Andrásnak és fiainak adományozza. Az adományozásra az önmagát mesternek nevező Miklós, Miklós édesanyja, édesanyjának új férje Durus György, és a tehetősebb újlaki (Wilok) polgárok közötti tanácskozást követően került sor. Az adományt Marán fia András, Raholca – még Ugrin életében – elveszett privilégiumának visszaszerzése, valamint más áldozatos és hű szolgálatai miatt kapta.

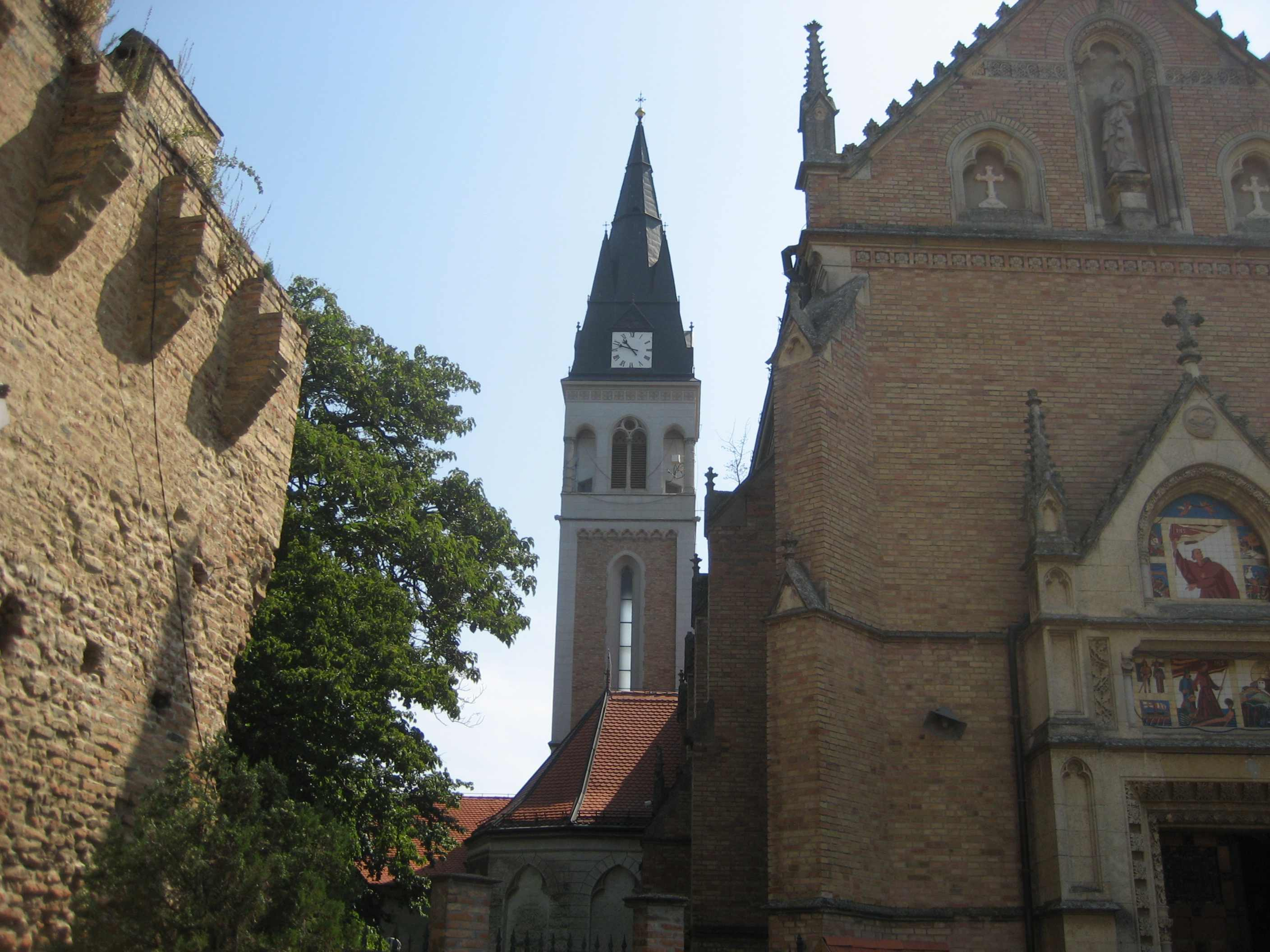
Újlak történelmi részlete
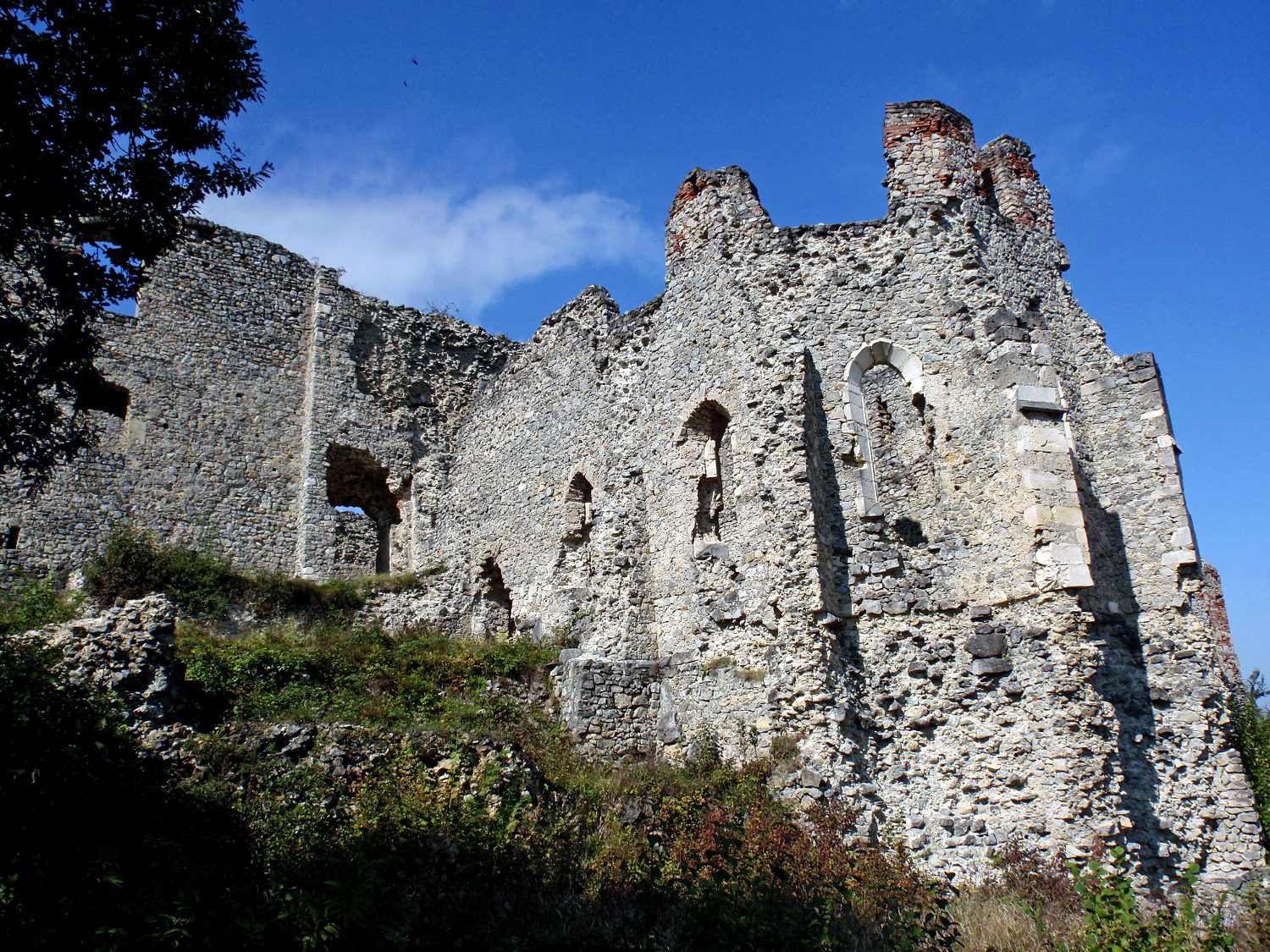
A raholcai várrom

Az oklevélből kitűnik, hogy Miklós 1317-ben már Újlak tulajdonosa, édesanyja pedig jóval fiatalabb kellett, hogy legyen apjánál – Ugrin életkorát Karácsonyi János „körülbelül 81” évre tette. Miklóssal ezt követően 1338-ban találkozunk ítélőbíróként, mint Valkó megyei birtokossal. 1345 elején még a származására utaló előnevet használta (Csák nembeli Pózs fia Ugrin fia Miklós mester) a kevei káptalan előtt, ekkor a Bács megyében fekvő kulpini birtoka egyharmadát komájának István újlaki bírónak adományozza. Adományát 1348. január 9-én erősíti meg, ekkor már Ugrin fia Ujlaki Miklósként.
Miklós részt vett Nagy Lajos második nápolyi hadjáratában, 1350 júliusában Aversa ostrománál olyan súlyosan megsebesült, hogy az életben maradása is kétségessé vált. Felépülése után Nagy Lajos országbárói közé emelkedett, mint országbíró halt meg 1359 végén, vagy 1360 elején.
A család koronára szállt birtokait, Újlakot és Raholcát, 1364-ben Kont Miklós nádor kapta meg új királyi adományként Az adománylevélből tudjuk, hogy Csák Ugrin utolsó leszármazottja Miklós fia, László volt:

„ ... item eivitatem Wylak vocatam in Comitatu de Walkow existentem, olim viri magnifici Comitis Nicolai filii Ugrini de eadem Wylak Judicis Curie nostre et Ladislai filii sui ... ”

– Ipolyi Arnold közléséből